# サパルムラト・ニヤゾフ
サパルムラト・アタイェヴィッチ・ニヤゾフ（トルクメン語: Saparmyrat Ataýewiç Nyýazow, ロシア語: Сапармурат Атаевич Ниязов, 1940年2月19日 - 2006年12月21日）は、ソビエト連邦及びトルクメニスタンの政治家。トルクメニスタン初代大統領、トルクメニスタン民主党（DPT）議長。独裁者でもあった。
1993年からは「トルクメン人の長」を意味する「テュルクメンバシュ（Türkmenbaşy）」と名乗り、国内ではサパルムラト・テュルクメンバシュ（Saparmyrat Türkmenbaşy）と称される。
トルクメニスタンの独立・近代化を行ったが、極端な個人崇拝に基づいた独裁的な政治によって世界で最も権威主義的で抑圧する独裁者として国外で非難された。
トルクメニスタンで最高額の500マナト紙幣にニヤゾフの肖像が使用されている。

## 生涯

### 生い立ち
アシガバートのキプチャク村で生まれたニヤゾフは、非常に早い時期に孤児となっている。父のアタムラト・ニヤゾフ（トルクメニスタン人民英雄）は第二次世界大戦に分隊長として出征し、ドイツ国防軍と戦って1942年に戦死した。残りの家族・母のグルバンソルタン・エジェ（トルクメニスタン人民英雄）と2人の兄は1948年アシガバード地震で死亡した。ニヤゾフはその後ソビエト連邦の孤児院で育てられ、その後遠縁の親戚に預けられた。
孤児となったニヤゾフは優秀な成績で学校を卒業し、1959年、地質探査従事者労働組合トルクメン地域委員会で教官として働く。1962年から共産党員となり、その後レニングラード工科大学に入学し1967年に卒業した。大学卒業後、ニヤゾフはビュズメイ水力発電所で電気技術者として働いた。
ニヤゾフは1970年から1980年までトルクメン共産党中央委員を務め、1976年、通信教育でソ連共産党中央委員会附属高等党学校を卒業、1980年にアシガバート市委員会第一書記となった。1984年モスクワでミハイル・ゴルバチョフに見出され、1985年3月にトルクメン・ソビエト社会主義共和国首相、同12月トルクメン共産党第一書記と、とんとん拍子の出世をした。ニヤゾフはゴルバチョフの綱紀粛正・反民族主義の方針に合い、1984年から1985年までソ連共産党中央委員会の党組織業務教官を務めた。
1985年にムハメットナザル・ガプロフの後任として、トルクメン共産党第一書記に就任。1989年から1991年まで、ソ連人民代議員を務める。ペレストロイカ路線に忠実で、一定の民主化も行った。1990年1月13日、トルクメン共和国最高会議議長となり、ニヤゾフの指導の下で議会で独立主権宣言が採択され、10月17日に国民投票によりトルクメン共和国大統領に選出された。10月27日、国民投票の結果トルクメニスタンは独立国家と宣言された。独立後は豊富な天然ガス資源で豊かな国を作ることを目標にし、電気・ガス・水道を無料にするなどの人気取り政策も行っていた。
前述のとおり、ニヤゾフをトルクメン共産党・第一書記に任命したのはゴルバチョフ・ソ連共産党書記長で、日本テレビのスペシャル番組『緊急!ビートたけしの独裁国家で何が悪い!』では「トルクメニスタンとサパルムラト・ニヤゾフ大統領の生みの親」と紹介された。また、この番組において、トルクメニスタンでの政策に対してのゴルバチョフの意見や提案をニヤゾフ自身が「自分の国は自分で作る」と言い放つ形で断っていたことが明らかにされた。
ニヤゾフはトルクメン語がほとんど話せず、議会での答弁や演説以外ではロシア語を話していた。

### テュルクメンバシュ
ソビエト連邦の崩壊後憲法採択と関連して1992年6月21日、ニヤゾフはトルクメニスタンの大統領に選出された。1993年、議会（メジリス）によりテュルクメンバシュ（国父）の称号を授与された。独立後は個人崇拝色を強め、権威主義的な超独裁体制を敷き、人民会議により1999年12月には終身大統領と宣言され、旧ソ連初の終身大統領となった。メディアでも学校でも「祖国を、サバルムラト・テュルクメンバシュを、祖国の神聖な旗を裏切った時には、私の息は絶えるがよい」という誓いの詩が毎日唱えられた。2001年にはニヤゾフ著『ルーフナーマ（魂の書）』が発表され、「聖なる書」として扱われた。また、ニヤゾフは自らを預言者になぞらえていたが、イスラームの教えと矛盾するため国外のムスリムから批判された。
野党への弾圧、言論の自由を規制する（プロテスタントの宣教師を弾圧、オペラやバレエなど西洋芸術を否定するなど）といった、ニヤゾフの独裁的な政治は欧米諸国からの批判を多く受けた。2003年からは最高機関である国民評議会（ハルク・マスラハトイ）議長。
カスピ海沿岸の天然ガスを利用して資源大国化を目論み、主に輸出の5割を超す中華人民共和国とのパイプライン建設などを進めてトルクメニスタンの経済発展を成功させた。ニヤゾフ曰く、天然ガスは「国家の富の源泉」であり、世界第2位規模のガス田であるガルキニシュ・ガス田を中国のCNPCとともに共同開発した。対外的には永世中立国（1995年国連総会承認）を宣言し、鎖国的な政策をとっていたが、企業に対しては開放的であった。しかし、企業経済的には未だ不安定である。
2005年の1月には、逢沢一郎外務副大臣と会談し、在トルクメニスタン大使館開設に関して、「日本からは多くの分野で経済協力の推進を期待している」と述べるとともに、「日本の国際連合安全保障理事会常任理事国入りを支持する」と述べた。
また1997年にはドイツで心臓バイパス手術を、2005年には眼の手術を受けており、ニヤゾフ自身の健康問題もクローズアップされていた。ニヤゾフは糖尿病も患っていたとされている。
2005年に近く70歳を迎えるとして、ニヤゾフ自らは候補者とならない大統領選挙を2009年に実施することを発表した（トルクメニスタンの憲法では、大統領は40～70歳までとされている）。すでに憲法を超越する存在であったニヤゾフのこの発表は各国を驚かせた。しかし、すぐに国民評議会は「国父は二人も必要としない」として大統領選挙は不要とした。
そうした中で、2006年12月21日未明にニヤゾフは急死した。トルクメニスタン政府により「心停止による急死」と発表された。66歳だった。ニヤゾフの死によって後継者を巡る混乱が懸念されていたが、ニヤゾフ政権下では副首相を務めたグルバングル・ベルディムハメドフ大統領代行がトルクメニスタンの第2代大統領に就任することで後継者問題は終息し、その後は脱ニヤゾフ化政策を行った。
ニヤゾフの遺体は現在、キプチャク・モスク敷地内にある霊廟に安置されている。

## 人物

### 家族
両親（父アタムラト、母グルバンソルタン・エジェ）をトルクメニスタン人民英雄として神格化（母親の名前は4月の呼称にもなっている）する一方、北朝鮮やアゼルバイジャンのように権力の世襲体制を敷くことはなかった。
ユダヤ系ロシア人の妻ムザ・アレクセーエヴナとの間に1男1女を儲け、2人の孫を有した。息子のムラトはアラブ首長国連邦、娘のイリーナはイギリス、ロンドンに在住し、両者共に後継者とは目されていない。

## 政策

### 国家制度
- 8月の第2日曜日をメロンの日に制定した[4]。
  - ニヤゾフはメロンが大好物である。「この神の賜物は、輝かしい歴史を持っている。美味しいメロンの名前を称えて、国民の祝日にする」とテレビで発言した。
- 首都ではほぼ50メートルごとに、ニヤゾフの肖像や銅像が設置されている。
  - 肖像や銅像を清掃する担当者も存在する。
- 国民が歩むべき7マイルの象徴として、世界最大の靴の製作を命令。
- 公証人役場、弁護士会、身分事項登録部、中央犯罪鑑定局を統合して公正省を設置。
- 交通警察を国防省に移管。

### 教育
- ニヤゾフの著書「ルーフナーマ（Ruhnama）」は国民必読の書とされ、クルアーンと同等とされ、教科書としても使われた。現在では入手困難。
- 図書館の閉鎖を命令[5]。
- 過去10年間に外国の大学で取得された卒業証書を全て無効化。

### 文化・芸術
- オペラ、バレエ、軽演劇、サーカスの上演を禁止（国立フィルハーモニー、オペラ・バレエ劇場、民族舞踊団、軽演劇・サーカス・センターを廃止）[6]。
- 歌や音楽の発展を妨げるとしてコンサートやテレビなどのみならず、結婚式などでも口パクで歌うことを禁止[6][7]。
- 見苦しいとして若者が髭をのばすこと、男性が長髪にすることを禁止[8]。

### 保健
- 首都を除く地方の病院を閉鎖[9]。
- 金歯を禁止。
- トルクメニスタン国内では煙草は禁止。
- コレラ、AIDS等の伝染病を法定外とし、それらへの言及を禁止。
- 健康のため、閣僚に36km走に参加させた。

### 福祉
- ニヤゾフブランドの商品が売られている。
  - 牛乳、乳製品のような生活必需品から酒や服に至るまで何でも有る。政策により生活必需品の価格はとても安く抑えられている。ちなみに、トルクメニスタンではかつて、パンが「グルバンソルタン・エジェ」（ニヤゾフの母親の名前）の通称で呼ばれていた。
- すべての閣僚、地方行政府長官、軍人などにベンツの新車が支給された[10]。
  - 前年支給されたベンツは補佐官などに譲ればよいと大統領は付け加えた。
  - キプチャク村には黄金のニヤゾフ大統領家族像や利用者皆無のホテルが建設されている。
- 首都に巨大な結婚式場「バグト・コシュギ（英語版）」（幸せ宮殿）を作るように命令。
- 2002年の自分の誕生日に、62歳以上の全市民が休暇を取り、羊を買うための手当てをもらえるように特別命令を公布。
- 年金の廃止。
- 外国人がトルクメニスタン人の女性と結婚する際は、トルクメニスタン政府に1万～360万円支払わなければならないとした。

### 言論
- テレビのニュースキャスターの化粧禁止[11]。染髪も禁止だが、自身は2002年から髪を黒く染めていた。
- 国境なき記者団の2006年版『世界報道自由ランキング』にて、世界で2番目に報道の自由が無い国に認定されている（ワースト1位は北朝鮮）[12]。
  - 既にケーブルテレビ局は全廃されており、ロシアのメディアを通じたテレビ放送枠も厳しく制限されている。
  - 娯楽目的での衛星放送の受信は逆に推奨されているため、衛星放送・パラボラアンテナの普及率は世帯比で計算すると世界一と推定されている。そのため、視聴者の大半は衛星放送を無料で見ており、規制は名ばかりであった。このため、現在も光ケーブルが進んでおらず、アンテナが乱立している[13]。
- インターネットの利用を禁止。

## 肩書

### 叙勲
- V.I.レーニン生誕100周年記念「献身的な労働に対する」メダル（1970年3月25日、ソ連）
- トルクメン・ソビエト社会主義共和国最高会議幹部会名誉賞状（1971年、トルクメン・ソビエト社会主義共和国）
- 「労働の献身に対する」メダル（1976年3月18日、ソ連）
- 「人民友好」勲章（1981年3月31日、ソ連）
- トルクメニスタン英雄（ロシア語版、英語版）（1度目）、「アルトゥイン・アイ（ロシア語版、英語版）」金メダル（1992年9月30日）
- マフトゥムグリ名称国際賞（1992年5月19日）
- 科学技術分野におけるアル＝ホレズミ名称国際賞（1994年6月5日）
- 「マナス-1000」名誉金勲章、名誉金メダル（1995年8月28日、キルギスタン）
- インドの国際財団「統一」の「国際理解に対する」賞（1995年10月26日、インド）
- トルクメニスタン英雄（2度目）、「アルトゥイン・アイ」金メダル（1995年12月27日）
- 「祖国への愛に対する」メダル（1996年10月27日）
- 「ガルクィヌィシュ」（復興）勲章（1997年5月16日）
- 傑出した業績に対するシルクロード賞（1998年6月19日、トルコ）
- トルクメニスタン英雄（3度目）、「アルトゥイン・アイ」金メダル（1998年7月17日）
- 「ビタラプルイク」勲章（1998年12月17日）
- 国連附属国際情報化アカデミー金メダル（1999年4月28日、国際連合）
- アルバート・シュヴァイツァー名称全世界医学アカデミー金星（1999年9月14日、ポーランド）
- 国際コンピュータ科学・システム・アカデミー賞（1999年10月15日、ウクライナ）
- 「サンクトペテルブルク国立工科大学100周年」記念メダル（1999年10月19日、ロシア）
- トルクメニスタン英雄（4度目）、「アルトゥイン・アイ」金メダル（1999年10月25日）
- 国際平和財団協会「平和と人道に対する」金メダル（2000年2月9日、国際連合）
- ロシア自然科学アカデミー金胸章（2000年2月14日、ロシア）
- ロシア自然科学アカデミーのピョートル・カピツツ名称「科学的発見者への」金メダル（2000年2月14日、ロシア）
- トルクメニスタン英雄（5度目）、「アルトゥイン・アイ」金メダル（2000年2月18日）
- 国際非政府組織「A.S.プーシキン200周年財団」記念金メダル（2000年2月18日）
- ロシア自然科学アカデミーと国際自然・社会アカデミーのピョートルI世メダル（2000年2月18日、ロシア）
- トルクメン・トルコ友好協会メダル（2000年2月24日、トルコ）
- 一等ヤロスラフ・ムードルイ大公勲章（2000年3月3日、ウクライナ）
- 国際防疫局金メダル（2000年4月4日、フランス）
- 全世界知的所有権機構金メダル（2000年6月21日、スイス）
- 国際情報化アカデミー「情報学における傑出した功績に対する」勲章（2000年8月23日）
- 聖マスロプ・マシュトツ勲章（2000年11月29日、アルメニア）
- 「航空の発展における特別な功績に対する」金メダル（2001年7月9日、ロシア）
- 2000年度レフ・トルストイ名称金メダル（2001年8月27日、ロシア）
- トルクメニスタン英雄（6度目）、「アルトゥイン・アイ」金メダル（2001年10月19日）
- 「ルフビレント」（強き魂）勲章（2002年5月7日）

### 学術活動
- トルクメニスタン農業科学アカデミー会員（1992年10月5日）
- トルクメニスタン科学アカデミー名誉会員（1992年10月21日）
- 国際コンピュータ科学・システム・アカデミー会員（1993年5月6日、ウクライナ）
- トルクメニスタン科学アカデミー経済・政治科学博士（1993年6月19日）
- マフトゥムグル名称トルクメン国立大学経済・政治科学名誉教授（1993年6月19日）
- イスタンブール大学名誉教授（1994年7月9日、トルコ）
- 国際情報化アカデミー会員（1994年8月19日、ロシア）
- 人民名誉長老（1994年9月23日）
- 国際応用科学アカデミー名誉会員（1995年2月8日、ロシア）
- サンクトペテルブルク国立工科大学名誉博士（1995年5月29日、ロシア）
- トルクメン国立医科大学名誉医学教授（1995年7月21日）
- 国際技術科学アカデミー会員（1995年11月28日、ロシア）
- アンカラ市名誉市民（1996年2月13日）
- バキン国立大学名誉博士（1996年3月18日）
- レオナルド・ダ・ヴィンチ協会名誉会員（1996年9月10日、フランス）
- エゲイ大学名誉博士（1997年1月29日、トルコ）
- 全世界チェス連盟名誉会員（1997年2月20日）
- 現代知識大学名誉博士（1997年4月29日、ベラルーシ）
- シルクロード財団名誉会員（1998年7月19日、トルコ）
- 中国人民大学名誉教授（1998年9月1日、中国）
- トルクメン農業大学名誉教授（1998年9月8日）
- 国際トルクメン・トルコ大学名誉教授（1999年5月24日）
- アルバート・シュヴァイツァー名称全世界医学アカデミー名誉会員（1999年9月14日、ポーランド）
- アルバート・シュヴァイツァー名称全世界医学アカデミー名誉哲学教授（1999年9月14日、ポーランド）
- ウクライナ工学科学アカデミー名誉会員（1999年11月28日、ウクライナ）
- 欧州情報化アカデミー会員、教授（2000年2月11日、ベルギー）
- ロシア自然科学アカデミー外国人会員（2000年2月14日）
- 国際技術賞「金大西洋」（2000年3月27日）
- 国際作家・文化活動家財団国際賞（2000年2月17日、トルコ）
- ブリッジポート大学名誉博士（2000年12月6日、アメリカ）
- L.N.グミリョフ名称ユーラシア大学名誉教授（2001年6月22日、カザフスタン）

## 著作
- 「ルーフナーマ」（全2巻、第1巻は2001年、第2巻は2004年）
- 回想録「私の肉親」（2001年）
- 詩集「トルクメン人民の5つの精神時代」（2003年）
- 「ルフレントリク・バハールイ」（啓示の春）（2004年）
- 「マフリバンラリム」（2005年）
- 回想録「兄が弟に-紛争と擁護」（2005年）